# Strage di Dayton
La strage di Dayton è avvenuta il 4 agosto 2019 nella città dell'Ohio di Dayton, negli Stati Uniti d'America: nella sparatoria, compiuta all'interno di un bar, sono rimaste uccise 9 persone mentre altre 27 sono rimaste ferite.
Una ricerca nella casa del sospettato omicida ha trovato degli scritti che mostravano interesse a uccidere le persone. Una valutazione preliminare degli scritti non indicava alcun motivo razziale o politico. L'attacco è stato il secondo omicidio di massa negli Stati Uniti in 13 ore, dopo quello a El Paso, in Texas.

## Attacco
All'01:05 di domenica 4 agosto 2019 testimoni oculari hanno riferito che un uomo ha aperto il fuoco all'ingresso del Ned Peppers Bar nel centro storico di Dayton, dopo che gli è stato negato l'ingresso. Portava un Anderson Manufacturing AM-15 con 100 colpi e sparò tra la folla, uccidendo nove persone.
Secondo il capo della polizia di Dayton Richard Biehl, 20 secondi dopo l'inizio della strage, gli agenti delle forze dell'ordine hanno raggiunto il sicario.
Entro 30 secondi dai primi colpi sparati, l'uomo fu ucciso. La polizia locale ha evacuato molti locali notturni nelle vicinanze e ha avvertito i residenti di Dayton di stare lontano dal distretto dell'Oregon.

## Vittime
La polizia ha riferito che tra le vittime c’era la sorella transgender 22enne dell'omicida, Meghan Betts. Le nove vittime sono cinque maschi e quattro femmine. La loro età variava dai 22 ai 57 anni.

## Attentatore
Poco dopo l'attacco, le forze dell'ordine hanno confermato che l'uomo armato era Connor Stephen Betts, un 24enne di Bellbrook, nell'Ohio. Durante il giorno, la polizia e l'FBI hanno iniziato a perquisire la casa dell'attentatore e hanno trovato scritti che mostravano interesse a uccidere le persone. Una valutazione preliminare degli scritti non indicava alcun motivo razziale o politico. Su un account Twitter che si ritiene sia stato registrato su Betts, si descriveva come un uomo di sinistra, fan degli anime e metalhead, con post che si opponevano a Donald Trump e sostenevano Elizabeth Warren, il controllo delle armi e il socialismo.
Due ex compagni di classe dell'high school hanno dichiarato che Betts è stato sospeso da scuola dopo aver fatto una lista di altri studenti che voleva uccidere e stuprare. La "hit list" è stata scoperta all'inizio del 2012 e ha portato a un'indagine di polizia. Un compagno di classe ha anche affermato che Betts era vittima di bullismo e aveva programmato di sparare alla scuola. L'idea che Betts fosse vittima di bullismo è stata contestata da altri compagni di classe, che lo hanno descritto come un misogino e un bullo, riferendo che gli piaceva spaventare le donne mentre frequentava la scuola. Secondo le forze dell'ordine, Betts non aveva precedenti penali se non per infrazioni minori al traffico.
Secondo le autorità, l'omicida aveva con sé ulteriori caricatori e indossava un'armatura durante l'attacco. Secondo la polizia di Dayton, Betts ordinò la pistola semiautomatica che usò nella sparatoria online dal Texas, e la pistola fu trasferita a un rivenditore di armi da fuoco locale in Ohio, dove Betts la comprò.